# Juan de Ostret
Juan de Ostret fue un arquitecto español que floreció en el siglo XVII.
El 13 de mayo de 1638 Nicolás Matías de Oñas, señor del lugar de Buñales (Huesca) y su hijo Gaspar de Sellán y Oña, señor de Alerre y Pompién, concertaron con Ostret y Pedro Roder el construir una iglesia en el lugar de Alerre.
El 14 de mayo de 1645 concertó Ostret otra obra con dicho Nicolás Matías de Oña, en su palacio de Buñales. En 1690 trabajó en la fábrica de la Universidad de Huesca, conforme al diseño presentado por su catedrático Francisco de Artiga del que no se ejecutó sino el primer cuerpo.